# Мимисбрун
В скандинавската митология Мимисбрун (на старонорвежки: Mímisbrunnr, кладенецът на Мимир) е кладенец, свързан с бога Мимир, намиращ се под световното дърво Игдрасил. Мимисбрун е споменат в Поетичната Еда, съставена през XIII в. от по-ранни традиционни източници, и Прозаичната Еда, написана приблизително по същото време от Снуре Стурлусон. И двата източника сочат, че Один някога е поставил едно от очите си в кладенеца. В Прозаичната Еда се описва детайлно местоположението на кладенеца, а именно под един от трите корена на Игдрасил, който преминава и през земята на ледените йотуни (Йотунхайм), където се е намирала и първичната празнина Гинунгагап. В Прозаичната Еда се споменава, че водата от Мимисбрун съдържа в себе си такава мъдрост, че Один пожертвал едното си око в замяна на една глътка от кладенеца.

## Поетична Еда
В Поетичната Еда в поемата Вьолуспа една вьолва (влъхва) обяснява на Один, че знае, че той някога е поставил едното си око в Мимисбрун като жертва и че Мимир пие от кладенеца всяка сутрин:
| Превод на английски от Бенджамин Торп: „За какво искаш да ме питаш ти? Защо ме изкушаваш ти? Один! Аз знам всичко, къде постави ти своето око - в чистия кладенец на Мим. Мим пие от медовината всяко утро от залога на бащата на падналите воини.“ | Превод на английски от Хенри Адамс Белоус: „Знам къде окото на Один е скрито, дълбоко в славния кладенец на Мимир; медовина от залога на Один всяко утро пие Мимир: искаш ли още да узнаеш?“ |  |

Горният куплет отсъства от версията на поемата в ръкописа Хауксбок (Книгата на Хауск). На друго място в поемата влъхвата споменава подобен сценарии, включващ чуването на рога (в зависимост от превода) на бог Хаймдал:
| Превод на английски от Бенджамин Торп: „Тя знае, че рогът на Хаймдал е скрит под свещеното небесно дърво. Вижда река да тече с пенлив водопад, от залога на бащата на падналите воини. Разбра ли сега, или какво?“ | Превод на английски от Хенри А. Белоус: „Знам за рога на Хаймдал, скрит под достигащото небесата свещено дърво; оттам се излива от залога на бащата на падналите воини могъщ поток. Още искаш ли да знаеш?“ | Превод на английски от Карълайн Ларингтън: „Тя знае къде се крие слухът на Хаймдал под блестящото свещено дърво; тя вижда, изливащ се надолу, калния поток от облога на Бащата на погиналите; а ти разбираш ли веч, или какво още?“ |  |

Според Карълайн Ларингтън в този куплет се казва, че Хаймдал, както и Один, е оставил част от своето тяло в кладенеца. Ларингтън казва, че 
| „ | Один е разменил едното си око за мъдрост от Мимир, пазителя на кладенеца, докато Хаймдал изглежда е пожертвал едното си ухо. | “ |

## Прозаична Еда
В глава 15 от книгата Гюлфагининг от Прозаичната Еда главната фигура Висок разказва на Ганглери (описан като предрешения крал Гюлфи) за Игдрасил. Висок обяснява, че дървото има три корена, един от които достига мястото, където някога съществувала първичната празнина Гинунгагап и където сега живеят само ледени йотуни. Под този корен е Мимисбрун – кладенец, който съдържа „мъдрост и знание“, а „господарят на кладенеца е Мимир. Той е преизпълнен със знание, защото пие от кладенеца чрез рога Гиалархорн. Всеобщият баща отиде там и поиска да отпие само веднъж от кладенеца, но той не отпи, докато не даде едното си око в жертва.“ След това обяснение Висок цитира куплета, разказващ за разговора на Один с вьолвата от поемата Вьолуспа.